# Kațiarina Andreieva
Kațiarina Andreieva (în belarusă: Кацярына Андрэева; în rusă: Катерина Андреева; nume real: Kațiarina Andreieva Bahvalava; în belarusă: Кацярына Андрэеўна Бахвалава) (n. 2 noiembrie 1993, Minsk, Belarus) este o jurnalistă din Belarus. A lucrat pentru postul de televiziune Belsat TV. Ea a prezentat informații de la fața locului despre modul în care Raman Bandarenka a fost bătut până la moarte în 2020 în timpul protestelor din Belarus din 2020–2021 împotriva președintelui Belarusului Aleksandr Lukașenko. A fost arestată la 15 noiembrie 2020, la Minsk, iar la 18 februarie 2021, a fost condamnată să execute doi ani de închisoare.

## Biografie și carieră
S-a născut la Minsk într-o familie în care au mai fost jurnaliști. A învățat aproximativ doi ani și jumătate la Universitatea Lingvistică de Stat din Minsk, apoi s-a mutat în Spania unde a predat limba engleza timp de doi ani. S-a întors acasă și a început să lucreze pentru ziarul Nașa Niva ca jurnalistă. În 2017, s-a angajat la postul de televiziune Belsat TV.
Kațiarina Andreieva împreună cu Igar Iliaș au scris cartea Donbasul belarus în 2020. Cartea le-a spus oamenilor despre modul în care partea bielorusă participă la războiul din Donbass de partea separatiștilor pro-ruși. Guvernul Belarusului a considerat cartea foarte proastă și în 2021, prin hotărâre judecătorească, cartea a devenit ilegală în Belarus pentru că ar fi prea extremistă.
Kațiarina Andreieva a fost arestată pentru prima dată în 2017 la Orșa. La 12 septembrie 2020, a fost arestată de agenți speciali de poliție pentru transmiterea în direct la televiziune a unui protest feminin în Minsk și a fost închisă timp de trei zile.

### Urmărire penală
Împreună cu jurnalista Daria Ciulțova, i s-a deschis un dosar penal pentru săvârșirea unor acțiuni împotriva ordinii publice. Cele două jurnaliste au prezentat evenimentul atacului dur al poliției în care Raman Bandarenka a fost bătut până la moarte. Acest atac brutal a avut loc în „Piața Schimbărilor” („Ploscha Peramen”) din Minsk la 15 noiembrie 2020.
Nu a mai fost eliberată după arestarea sa. Kațiarina a fost mutată într-o închisoare din Jodino, unde a fost ținută până la proces. La 24 noiembrie 2020, zece organizații (printre care Centrul pentru drepturile omului Viasna, Asociația jurnaliștilor din Belarus, Comitetul Helsinki din Belarus și altele) au făcut o declarație comună prin care au afirmat că Andreieva este un deținut politic al statului belarus.
La o ședință a instanței de la Minsk condusă de judecătoarea Natalia Buguk la 18 februarie 2021, Andreieva și Ciulțova au fost condamnate să execute doi ani de închisoare pentru că s-au implicat în protestele din Belarus din 2020.

## Reacții
La 8 februarie 2021, Ambasada Statelor Unite ale Americii din Belarus a făcut o declarație prin care a cerut ca Andreieva și Ciulțova să fie eliberate.
La 4 februarie 2021, Delara Burkhardt, deputat în Parlamentul European, și-a exprimat sprijinul pentru Kațiarina Andreieva.
În urma sentinței, la 18 februarie 2021, președintele Poloniei Andrzej Duda a făcut un apel public pentru eliberarea celor două jurnaliste.
„[Sunt] puternice în spirit, încrezătoare în nevinovăția [lor], susținute de prieteni, colegi și de oameni pe care nu-i cunosc deloc - astfel Katia și Dașa vor ajunge în manuale,” a declarat Aksana Kolb, redactor-șef al ziarului Novi Cias, cu două sau trei zile înainte de condamnarea lor.

### Premii
La 10 decembrie 2020, a fost numită Jurnalistul Anului (2020).
La 10 martie 2021, a primit Premiul Dariusz Fikus din partea Clubului de presă Polska (organizația poloneză a jurnaliștilor).
Împreună cu Daria Ciulțova și Kațiarina Barisevici, la 9 aprilie 2021, Kațiarina Andreieva a fost distinsă cu Premiul „Onoare Jurnalismului“ numit după Aleś Lipaj, fondatorul BelaPAN, o agenție de știri independență neguvernamentală din Belarus.

## Viață personală
L-a cunoscut pe viitorul ei soț, jurnalistul Igar Iliaș, în 2015, iar un an mai târziu s-au căsătorit.

## Cărți
- «Donbasul belarus» (împreună cu Igar Iliaș) (2020)